# Ажибекулы, Казакбай
Казакбай Ажибекулы (Казбек Ажибеков, каз. Қазақбай Әжібекұлы; род. 3 июля 1966, Целиноградская область) — казахстанский художник. Заслуженный деятель искусств Республики Казахстан (2016).

## Биография
- 1982—1986 — окончил Алма-Атинское художественное училище им. Н. В. Гоголя.
- 1986 — участник республиканских, всесоюзных и международных выставок.
- 1988—1993 — окончил Алма-Атинский театрально-художественный институт им. Т. Жургенова по специальности «Монументальная живопись».
- 1995 — дипломант выставки произведений художников, посвященной 50-летию ООН.
- 1996 — лауреат премии Союза молодёжи РК.
- 1996 — дипломант международной выставки произведения молодых художников «Арт-Евразия».
- 1997 — член Союза художников Казахстана.
- 1998 — лауреат международного фестиваля молодых художников «Жігер».
- 1998 — лауреат Президентской стипендии Республики Казахстан.
- 1999 — лауреат Республиканского фестиваля творчества молодых художников РК «Шабыт» (Гран-при, Диплом 1-й степени).
- 1999 — дипломант 2-го республиканского фестиваля творчества молодых художников. «Шабыт-Миллениум» (премия им. А. Кастеева).
- 2000 — лауреат Государственной молодёжной Премии «Дарын» Правительства РК
- 2005 — лауреат Республиканского конкурса «Астана-Байтерек 2005».
- 2018 — преподаватель Высшей Школы Искусств, Международного Университета Астана.